# Kwestionariusz ról płciowych
Kwestionariusz ról płciowych (ang. BSRI – Bem Sex Role Inventory) – narzędzie stworzone przez Sandrę Bem do empirycznego badania psychologicznej adrogynii. Zawiera 60 cech osobowości, 20 z nich jest stereotypowo kobiecych, 20 stereotypowo męskich, a 20 neutralnych. Osoby badane są proszone o ocenę na ile dana cecha z listy odnosi się do nich. Na podstawie zliczonego wyniku określa się męskość, kobiecość, androgynię lub płeć psychologiczną nieokreśloną danej osoby. Cechy te nie mają nic wspólnego z płcią biologiczną, czy orientacją seksualną (można być np. psychologicznie męską heteroseksualną kobietą). Zgodnie z koncepcją Bem, na bazie której utworzono kwestionariusz, płeć to stereotyp podzielany kulturowo.

## Zasady stosowania narzędzia
Kwestionariusz jest przeznaczony do badania osób w wieku studentów uczelni wyższych i starszych.
Czas badania nie jest limitowany, zazwyczaj jego wypełnienie trwa 10-15 minut. Osoby badane wypełniają go samodzielnie.

## Zalety kwestionariusza[1]
- Zapewnia niezależną, subiektywną ocenę posiadania społecznie pożądanych cech osobowości stereotypowo uważanych za męskie i kobiece.
- Mierzy stopień, do jakiego ludzie spontanicznie kategoryzują dotyczące ich informacje jako wyraźnie męskie lub wyraźnie kobiece (zgodnie z teorią schematów płci Sandry Bem).